# 行政三联制
行政三联制是中国抗日战争期间出現的一個行政學名詞。抗战期间，为了提高行政机关的工作效能，中華民國国民政府采取了一些改进措施，其中之一即为“推行行政三联制”。

## 歷史
1940年（民國29年）12月1日，國民政府軍事委員會委員長蔣中正（介石）在行都重慶市集合各級幹部講話，提示行政三聯制大綱：「行政三聯制，即是『計畫、執行、考核』三聯制。這三個部分，在意義上是有其相互之關係的。尤其是三者聯繫上整個的作用，極其重要，萬不能絲毫忽略的。」蒋介石並舉造房子為例，略述其必須經過「設計繪圖、勘測施工、監督驗收」三個程序。本次講話內容整理成蒋介石於同月發表的文章〈行政的原理〉。
为提高行政效率，国防最高委员会根据蒋介石的指示，从1940年开始推行行政三联制，即按照行政运行的顺序，把一切工作过程分为“設計、执行、考核”三个阶段。每项工作在实施之前，必须有实施计划及经费预算；执行中，必须按计划逐步实施；实施结果必须经过严格考核；而国防最高委员会是将三者统一和联系起来的最高指挥机关。这就是行政三联制的基本框架。按照这一框架，国防最高委员会增设中央设计局和党政工作考核委员会。于是形成了这样的系统：中央设计局管设计，党政军原有机关管执行，党政工作考核委员会管考核。中央设计局制定的各项方案由国防最高委员会批准，交党政军有关部门执行；党政工作考核委员会的考核结果，同样呈国防最高委员会核办。国防最高委员会利用中央设计局和党政工作考核委员会，一方面严格控制各级政府的施政计划及预算，另一方面严密监督其计划的执行。
1943年（民國32年）5月27日，蒋介石在国防最高委员会行政三聯制檢討會議提示：「行政三聯制的精神，在一個『聯』字。設計、執行、考核三部分，不是三個分立的部門，而是整個過程中三個階段，也是行政體制中的三個方面。……行政三聯制是國家基本制度之一種，應該在抗戰期中完成其制度；然後在戰事結束之後，我們纔有推行新建設的機構。」
1952年（民國41年），行政院頒布《推行行政三聯制要點》，展開行政改革。1958年（民國47年）3月10日，中華民國總統府成立「總統府臨時行政改革委員會」，王雲五擔任主任委員。1966年（民國55年），行政院成立「行政改革研究會」，由政務委員陳雪屏擔任召集人，依據行政三聯制原理，「研究發展、行政規畫、管制考核」來推動行政革新。1969年3月，行政院研究發展考核委員會成立。
1971年（民國60年）4月27日，時任中華民國總統蒋介石主持行政院業務檢討會議，提示：「現代行政業務，已成為行政的科學。所以一切行政工作，都要運用科學的辦事精神和方法，也就是要用企業的服務精神和軍事的管理方法，達到行政效率的不斷提高。」